# 缅甸驻重庆总领事馆
缅甸联邦共和国驻重庆总领事馆是缅甸设立于中国重庆市的总领事馆。2022年7月12日开馆，是缅甸在中国设立的第四个总领馆。

## 历史沿革
2022年4月1日，中国国务委员兼外长王毅在安徽屯溪会见来华访问的缅甸外长温纳貌伦。会谈后，两人共同为缅甸驻重庆总领事馆揭牌。首任总领事吕真才于5月30日正式就任。2022年7月12日，该总领事馆在重庆环球金融中心正式开馆。此前，缅甸已经在昆明、南宁和香港设立了总领事馆。

## 领区
该总领事馆的领区包括重庆市、四川省和湖北省。

## 历任总领事
- 吕真才（Zaw Linn Oo）：2022年5月-2023年
- 敦特林（Thwin Htet Lin）：2023年11月至今[6]